# Alpiner Nor-Am Cup 2009/10
Die Saison 2009/2010 des Nor-Am Cup im alpinen Skisport begann am 30. November 2009 in Loveland (Colorado) bei den Herren und in Aspen bei den Damen. Sie endete am 18. März 2010 in Waterville Valley (New Hampshire).
Die Tabellen zeigen die fünf Bestplatzierten in der Gesamtwertung und in den Disziplinwertungen Abfahrt, Super-G, Riesenslalom, Riesenslalom, Slalom und Kombination sowie die drei besten Fahrer jedes Rennens.

## Herren

### Gesamtwertung
| Rang | Name             | Land               | Punkte |
| ---- | ---------------- | ------------------ | ------ |
| 1    | Dustin Cook      | Kanada             | 763    |
| 2    | Will Brandenburg | Vereinigte Staaten | 761    |
| 3    | Nolan Kasper     | Vereinigte Staaten | 728    |
| 4    | Chris Frank      | Vereinigte Staaten | 696    |
| 5    | Will Gregorak    | Vereinigte Staaten | 571    |

### Abfahrt
| Rang | Name             | Land               | Punkte |
| ---- | ---------------- | ------------------ | ------ |
| 1    | Steven Nyman     | Vereinigte Staaten | 360    |
| 2    | Travis Ganong    | Vereinigte Staaten | 246    |
| 3    | Will Brandenburg | Vereinigte Staaten | 220    |
| 4    | Jan Hudec        | Kanada             | 213    |
| 5    | Will Gregorak    | Vereinigte Staaten | 155    |

### Super-G
| Rang | Name             | Land               | Punkte |
| ---- | ---------------- | ------------------ | ------ |
| 1    | Dustin Cook      | Kanada             | 289    |
| 2    | Chris Frank      | Vereinigte Staaten | 246    |
| 3    | Will Brandenburg | Vereinigte Staaten | 225    |
| 4    | Jan Hudec        | Kanada             | 212    |
| 5    | Will Gregorak    | Vereinigte Staaten | 172    |

### Riesenslalom
| Rang | Name            | Land               | Punkte |
| ---- | --------------- | ------------------ | ------ |
| 1    | Jon Olsson      | Schweden           | 202    |
| 2    | Nolan Kasper    | Vereinigte Staaten | 189    |
|      | Petter Brenna   | Norwegen           | 189    |
| 4    | Will Gregorak   | Vereinigte Staaten | 188    |
| 5    | Marcel Hirscher | Österreich         | 180    |

### Slalom
| Rang | Name           | Land               | Punkte |
| ---- | -------------- | ------------------ | ------ |
| 1    | Nolan Kasper   | Vereinigte Staaten | 391    |
| 2    | Paul Stutz     | Kanada             | 366    |
| 3    | Petter Brenna  | Norwegen           | 242    |
| 4    | Michael Ankeny | Vereinigte Staaten | 200    |
| 5    | Michael Janyk  | Kanada             | 160    |

### Kombination
| Rang | Name             | Land               | Punkte |
| ---- | ---------------- | ------------------ | ------ |
| 1    | Will Brandenburg | Vereinigte Staaten | 200    |
| 2    | Tim Jitloff      | Vereinigte Staaten | 160    |
| 3    | Travis Dawson    | Kanada             | 134    |
| 4    | Dustin Cook      | Kanada             | 130    |
| 5    | Chris Frank      | Vereinigte Staaten | 102    |

### Podestplätze
Disziplinen:
- DH = Abfahrt
- SG = Super-G
- GS = Riesenslalom
- SL = Slalom
- SC = Superkombination

| Datum      | Ort               | Dis. | 1. Platz                | 2. Platz                   | 3. Platz                   |
| ---------- | ----------------- | ---- | ----------------------- | -------------------------- | -------------------------- |
| 30.11.2009 | Loveland          | SL   | Julien Cousineau (CAN)  | Leif Kristian Haugen (NOR) | Michael Janyk (CAN)        |
| 1.12.2009  | Loveland          | SL   | Michael Janyk (CAN)     | Natko Zrnčić-Dim (CRO)     | Truls Ove Karlsen (NOR)    |
| 2.12.2009  | Aspen             | GS   | Marcel Hirscher (AUT)   | Jean-Philippe Roy (CAN)    | Tommy Ford (USA)           |
| 3.12.2009  | Aspen             | GS   | Cyprien Richard (FRA)   | Marcel Hirscher (AUT)      | Steve Missillier (FRA)     |
| 9.12.2009  | Lake Louise       | DH   | Steven Nyman (USA)      | Will Brandenburg (USA)     | Travis Ganong (USA)        |
| 10.12.2009 | Lake Louise       | DH   | Steven Nyman (USA)      | Will Brandenburg (USA)     | Christopher Beckmann (USA) |
| 11.12.2009 | Lake Louise       | SG   | Will Brandenburg (USA)  | Will Gregorak (USA)        | Keith Moffat (USA)         |
| 13.12.2009 | Panorama          | GS   | Will Gregorak (USA)     | Petter Brenna (NOR)        | Dustin Cook (CAN)          |
| 14.12.2009 | Panorama          | GS   | Jon Olsson (SWE)        | Nolan Kasper (USA)         | Chris Frank (USA)          |
| 15.12.2009 | Panorama          | SL   | Nolan Kasper (USA)      | Paul Stutz (CAN)           | Noel Baxter (GBR)          |
| 16.12.2009 | Panorama          | SL   | Will Brandenburg (USA)  | Nolan Kasper (USA)         | Michael Ankeny (USA)       |
| 17.12.2009 | Panorama          | SG   | Dustin Cook (CAN)       | Travis Ganong (USA)        | Travis Dawson (USA)        |
| 17.12.2009 | Panorama          | SC   | Will Brandenburg (USA)  | Dustin Cook (CAN)          | Nolan Kasper (USA)         |
| 4.1.2010   | Sunday River      | SL   | Paul Stutz (CAN)        | Oscar Andersson (SWE)      | Michael Ankeny (USA)       |
| 5.1.2010   | Sunday River      | SL   | Petter Brenna (NOR)     | Nolan Kasper (USA)         | Michael Ankeny (USA)       |
| 6.1.2010   | Sunday River      | GS   | Iver Bjerkestrand (NOR) | Markus Nilsen (NOR)        | Tyler Nella (CAN)          |
| 7.1.2010   | Sunday River      | GS   | Rennen abgesagt.        | Rennen abgesagt.           | Rennen abgesagt.           |
| 21.2.2010  | Aspen             | SG   | Miles Fink-Debray (USA) | Chris Frank (USA)          | Wiley Maple (USA)          |
| 21.2.2010  | Aspen             | SC   | Tim Jitloff (USA)       | Travis Dawson (CAN)        | Miles Fink-Debray (USA)    |
| 22.2.2010  | Aspen             | SG   | Chris Frank (USA)       | Dustin Cook (CAN)          | Will Gregorak (USA)        |
| 25.2.2010  | Aspen             | DH   | Steven Nyman (USA)      | Jan Hudec (CAN)            | Will Brandenburg (USA)     |
| 26.2.2010  | Aspen             | DH   | Travis Ganong (USA)     | Jan Hudec (CAN)            | Steven Nyman (USA)         |
| 14.3.2010  | Burke             | SG   | Jan Hudec (CAN)         | Will Brandenburg (USA)     | Dustin Cook (CAN)          |
| 14.3.2010  | Burke             | SC   | Will Brandenburg (USA)  | Chris Frank (USA)          | Tim Jitloff (USA)          |
| 16.3.2010  | Waterville Valley | GS   | Tommy Ford (USA)        | Warner Nickerson (USA)     | Jan Hudec (CAN)            |
| 18.3.2010  | Waterville Valley | SL   | Paul Stutz (CAN)        | Patrick Biggs (CAN)        | Nolan Kasper (USA)         |

## Damen

### Gesamtwertung
| Rang | Name                 | Land               | Punkte |
| ---- | -------------------- | ------------------ | ------ |
| 1    | Laurenne Ross        | Vereinigte Staaten | 1205   |
| 2    | Julia Ford           | Vereinigte Staaten | 762    |
| 3    | Megan McJames        | Vereinigte Staaten | 648    |
| 4    | Georgia Simmerling   | Kanada             | 635    |
| 5    | Marie-Michèle Gagnon | Kanada             | 400    |

### Abfahrt
| Rang | Name               | Land               | Punkte |
| ---- | ------------------ | ------------------ | ------ |
| 1    | Laurenne Ross      | Vereinigte Staaten | 360    |
| 2    | Georgia Simmerling | Kanada             | 225    |
| 3    | Julia Ford         | Vereinigte Staaten | 216    |
| 4    | Victoria Michalik  | Kanada             | 121    |
| 5    | Vanessa Berther    | Vereinigte Staaten | 100    |

### Super-G
| Rang | Name               | Land               | Punkte |
| ---- | ------------------ | ------------------ | ------ |
| 1    | Laurenne Ross      | Vereinigte Staaten | 500    |
| 2    | Georgia Simmerling | Kanada             | 242    |
| 3    | Julia Ford         | Vereinigte Staaten | 221    |
| 4    | Kirsten Cooper     | Vereinigte Staaten | 201    |
| 5    | Katie Hartman      | Vereinigte Staaten | 200    |

### Riesenslalom
| Rang | Name                   | Land               | Punkte |
| ---- | ---------------------- | ------------------ | ------ |
| 1    | Anne Cecilie Brusletto | Norwegen           | 253    |
| 2    | Marie-Pier Préfontaine | Kanada             | 240    |
| 3    | Marie-Michèle Gagnon   | Kanada             | 180    |
| 4    | Megan McJames          | Vereinigte Staaten | 170    |
| 5    | Jessica Kelley         | Vereinigte Staaten | 122    |

### Slalom
| Rang | Name            | Land               | Punkte |
| ---- | --------------- | ------------------ | ------ |
| 1    | Ève Routhier    | Kanada             | 289    |
| 2    | Erin Mielzynski | Kanada             | 262    |
| 3    | Megan McJames   | Vereinigte Staaten | 258    |
| 4    | Elli Terwiel    | Kanada             | 233    |
| 5    | Sarah Schleper  | Vereinigte Staaten | 205    |

### Kombination
| Rang | Name            | Land               | Punkte |
| ---- | --------------- | ------------------ | ------ |
| 1    | Julia Ford      | Vereinigte Staaten | 160    |
| 2    | Laurenne Ross   | Vereinigte Staaten | 100    |
|      | Megan McJames   | Vereinigte Staaten | 100    |
| 4    | Stephanie Irwin | Kanada             | 95     |
| 5    | Madison McLeish | Vereinigte Staaten | 70     |

### Podestplätze
Disziplinen:
- DH = Abfahrt
- SG = Super-G
- GS = Riesenslalom
- SL = Slalom
- SC = Superkombination

| Datum      | Ort               | Dis. | 1. Platz                     | 2. Platz                   | 3. Platz                   |
| ---------- | ----------------- | ---- | ---------------------------- | -------------------------- | -------------------------- |
| 30.11.2009 | Aspen             | GS   | Marie-Pier Préfontaine (CAN) | Ana Drev (SLO)             | Megan McJames (USA)        |
| 1.12.2009  | Aspen             | GS   | Marie-Pier Préfontaine (CAN) | Marie-Michèle Gagnon (CAN) | Marianne Abderhalden (SUI) |
| 2.12.2009  | Loveland          | SL   | Anna Goodman (CAN)           | Anne-Sophie Barthet (FRA)  | Marie-Michèle Gagnon (CAN) |
| 3.12.2009  | Loveland          | SL   | Anna Goodman (CAN)           | Sarah Schleper (USA)       | Eva-Maria Brem (AUT)       |
| 9.12.2009  | Lake Louise       | DH   | Laurenne Ross (USA)          | Georgia Simmerling (CAN)   | Julia Ford (USA)           |
| 10.12.2009 | Lake Louise       | DH   | Laurenne Ross (USA)          | Julia Ford (USA)           | Victoria Whitney (CAN)     |
| 11.12.2009 | Lake Louise       | SG   | Laurenne Ross (USA)          | Georgia Simmerling (CAN)   | Katie Hartman (USA)        |
| 13.12.2009 | Panorama          | SL   | Brittany Phelan (CAN)        | Ève Routhier (CAN)         | Erin Mielzynski (CAN)      |
| 14.12.2009 | Panorama          | SL   | Elli Terwiel (CAN)           | Malin Hemmingsson (SWE)    | Kate Ryley (CAN)           |
| 15.12.2009 | Panorama          | GS   | Anne Cecilie Brusletto (NOR) | Malin Hemmingsson (SWE)    | Vanessa Berther (USA)      |
| 16.12.2009 | Panorama          | GS   | Anne Cecilie Brusletto (NOR) | Georgia Simmerling (CAN)   | Laurenne Ross (USA)        |
| 18.12.2009 | Panorama          | SG   | Laurenne Ross (USA)          | Julia Ford (USA)           | Katie Hartman (USA)        |
| 18.12.2009 | Panorama          | SC   | Laurenne Ross (USA)          | Julia Ford (USA)           | Katie Hitchcock (USA)      |
| 2.1.2010   | Val Saint-Côme    | SL   | Megan McJames (USA)          | Erin Mielzynski (CAN)      | Ève Routhier (CAN)         |
| 3.1.2010   | Val Saint-Côme    | SL   | Megan McJames (USA)          | Ève Routhier (CAN)         | Laurenne Ross (USA)        |
| 25.2.2010  | Aspen             | DH   | Stacey Cook (USA)            | Chelsea Marshall (USA)     | Laurenne Ross (USA)        |
| 26.2.2010  | Aspen             | DH   | Laurenne Ross (USA)          | Leanne Smith (USA)         | Keely Kelleher (USA)       |
| 28.2.2010  | Aspen             | SG   | Laurenne Ross (USA)          | Megan McJames (USA)        | Julia Ford (USA)           |
| 28.2.2010  | Aspen             | SC   | Megan McJames (USA)          | Julia Ford (USA)           | Madison McLeish (CAN)      |
| 1.3.2010   | Aspen             | SG   | Laurenne Ross (USA)          | Katie Hartman (USA)        | Lauren Samuels (USA)       |
| 14.3.2010  | Burke             | SG   | Laurenne Ross (USA)          | Alice McKennis (USA)       | Marie-Michèle Gagnon (CAN) |
| 15.3.2010  | Burke             | SC   | Rennen abgesagt.             | Rennen abgesagt.           | Rennen abgesagt.           |
| 17.3.2010  | Waterville Valley | GS   | Marie-Michèle Gagnon (CAN)   | Sarah Schleper (USA)       | Megan McJames (USA)        |
| 18.3.2010  | Waterville Valley | SL   | Marie-Michèle Gagnon (CAN)   | Sarah Schleper (USA)       | Katie Hitchcock (USA)      |